# Africa Aquatics
Africa Aquatics (denominada hasta 2023 Confederación Africana de Natación, CANA) es la asociación continental que se encarga de supervisar la natación en el contiene africano.
La CANA fue fundada en 1970, con 7 miembros. Para el año 2008 tenía 43 miembros.

## Miembros
La CANA se divide geográficamente en cuatro 4 zonas, cada una de las cuales cuenta con su propio Campeonato. Las zonas son las siguientes:
| Zona | Miembros  | Miembros    | Miembros        | Miembros  | Miembros   |
| ---- | --------- | ----------- | --------------- | --------- | ---------- |
| 1    | Argelia   | Egipto      | Libia           | Marruecos | Túnez      |
|      |           |             |                 |           |            |
| 2    | Camerún   | Congo       | Costa de Marfil | DR Congo  |            |
| 2    | Ghana     | Guinea      | Mali            | Níger     |            |
| 2    | Nigeria   | Senegal     | Togo            |           |            |
|      |           |             |                 |           |            |
| 3    | Burundi   | Etiopía     | Kenia           | Ruanda    |            |
| 3    | Sudán     | Tanzania    | Uganda          |           |            |
|      |           |             |                 |           |            |
| 4    | Angola    | Botsuana    | Comoras         | Lesoto    | Madagascar |
| 4    | Malaui    | Mauricio    | Mozambique      | Namibia   | Seychelles |
| 4    | Sudáfrica | Suazilandia | Zambia          | Zimbabue  |            |

Otros miembros africanos de la FINA:
- Benín
- Burkina Faso
- Chad
- Yibuti
- Guinea Ecuatorial
- Guinea-Bisáu
- Liberia
- Mauritania
- Sierra Leona
- Somalia